# Сеймур Пейперт
Сеймур Пейперт (Seymour Papert; 1 березня 1928, Преторія, Південна Африка — 31 липня 2016, Блу Гілл, Мен, США) — видатний математик, програміст, психолог і педагог. Один з основоположників теорії штучного інтелекту, творець мови Logo (1968).

## Біографія
Сеймур Пейперт народився й одержав освіту в Вітватерсрандському університеті, в Південній Африці, де він брав активну участь у русі проти апартеїду. Свою математичну освіту Пейперт продовжив в Кембриджському університеті, де він учився з 1954 по 1958 рік. Наступні п'ять років він працював разом з Жаном Піаже в Женевському університеті. Саме співробітництво з Піаже привело Пейперта до ідеї використання математичних підходів для розуміння того, як діти вчаться й мислять.
На початку 1960-х років, доктор Пейперт прийшов у Массачусетський технологічний інститут (МТІ), де разом з Марвіном Мінскі заснував лабораторію Штучного Інтелекту й в 1970 році випустив у співавторстві з ним свою книгу «Персептрони». Доктор Пейперт — творець мови програмування Лого — першої й найзначнішої спроби дати дітям доступ до нових технологій. Він автор книг «Переворот у свідомості: діти, комп'ютери й плідні ідеї» (1980) і «Машина для дітей: переосмислення школи в комп'ютерне століття» (1992), а також численних статей про математику, штучний інтелект, утворення, навчання й мислення. В 1985 році Пейперт допоміг створити університетську програму навчання студентів мистецтву перетворення художніх образів у комп'ютерні в Медіа-Лабораторії МТІ, а в 1988 році він був названий LEGO-Професором досліджень із навчання, і спеціально для нього була створена кафедра.
Рекомендації Пейперта з методів навчання, заснованих на новітніх досягненнях технології були широко затребувані урядами й суспільством різних країн Європи, Азії, Африки й Америки. У Сполучених Штатах він часто виступає перед президентськими й парламентськими комітетами. Його діяльність у царині освіти була відзначена численними нагородами, включаючи Міжнародну нагороду Марконі, нагороду від Асоціації видавців із математичного забезпечення, а також нагороду Смітсоніанського Комп'ютерного Світу за лідерство в навчанні.
Доктор Пейперт має заслужену репутацію видатного вченого за свої роботи в галузі математики, штучного інтелекту й використання комп'ютера для освіти. Він має істинно гуманістичне розуміння цих галузей знання й того, як діти можуть успішніше вчитися, використовуючи сучасні технології.

## Публікації
- Пейперт С. Переворот в сознании: Дети, компьютеры и плодотворные идеи. Москва, Педагогика, 1989.
- The Children's Machine: Rethinking School in the Age of the Computer, 1992, ISBN 0-465-01063-6
- The Connected Family: Bridging the Digital Generation Gap, 1996, ISBN 1-56352-335-3
- Минский, М., Пейперт, С. Персептроны = Perceptrons. — М. : Мир, 1971. — 261 с.